# Laeta
Laeta, född okänt år, död efter år 408, var en romersk kejsarinna, gift med kejsar Gratianus.
Hon var gift med Gratianus en kort tid innan han dog. Under belägringen av Rom år 408 räddade Laeta och hennes mor många invånare från svält genom att dela med sig av kejsarhusets matförråd, dit de hade tillträde genom Theodosius tillåtelse. 